# جزفتن السفلي (اسماعيلي كرمان)
جزفتن السفلی (بالفارسية: جزفتن سفلی) هي قرية تقع في إيران في منطقة إسماعيلي. يقدر عدد سكانها بـ 108 نسمة بحسب إحصاء 2016.